# Industria azucarera de Andalucía

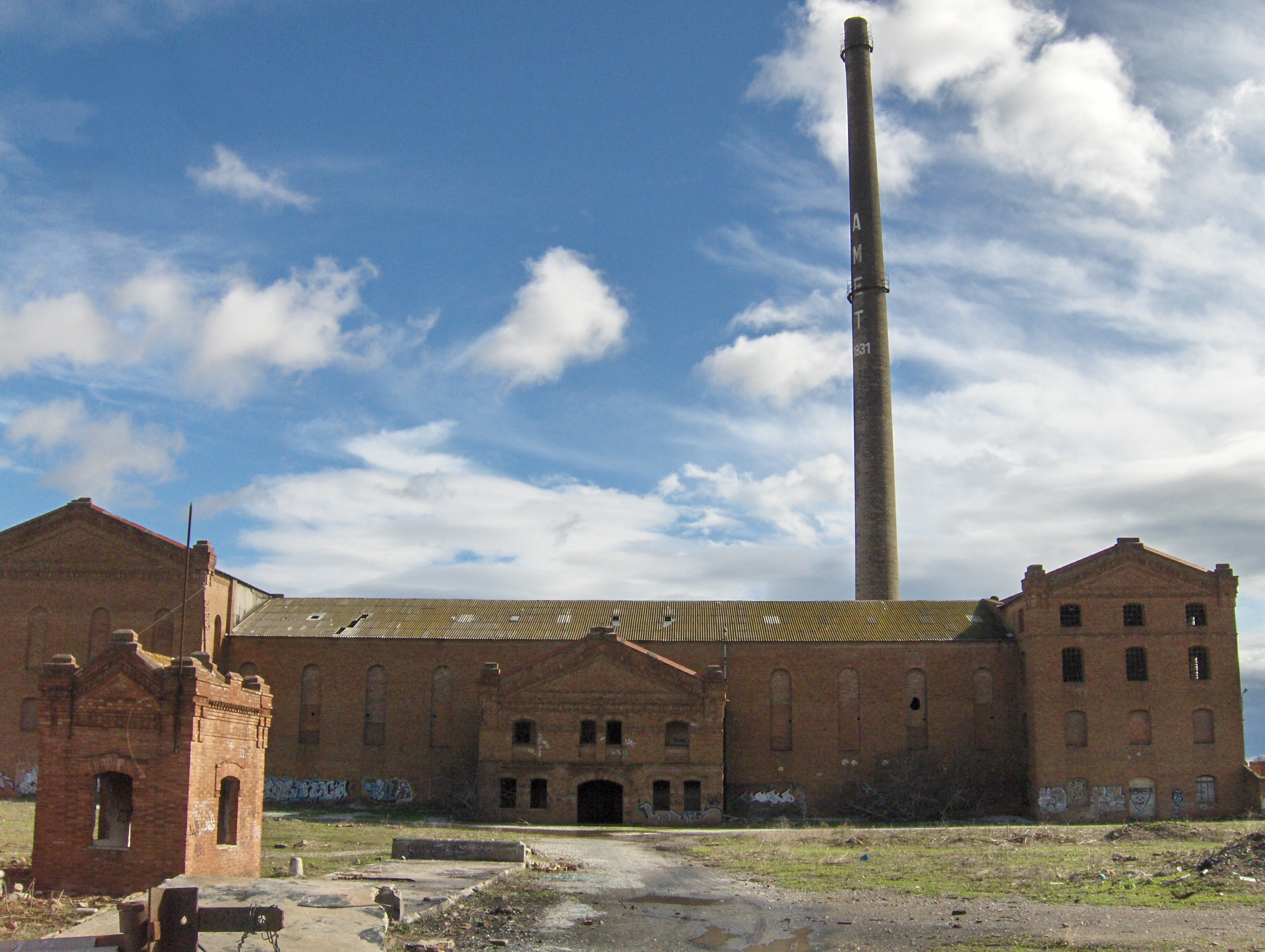
Antigua Azucarera del Tarajal, Málaga.

La industria azucarera de Andalucía para la producción de azúcar, miel de caña o alcohol fue introducida en al-Ándalus en el siglo X. Su lugar preferente para el cultivo y la transformación de la caña de azúcar fue históricamente la costa de la Andalucía mediterránea. A mediados del siglo XIX se produjo a modernización y auge de la industria azucarera y además de en las zonas tradicionales de cultivo de la caña de azúcar se instalaron azucareras en las vegas de Antequera, Granada, Guadix y Baza; vegas en las que se cultivaba principalmente la remolacha azucarera.

## Historia de la industria Azucarera de Andalucía

### Inicios

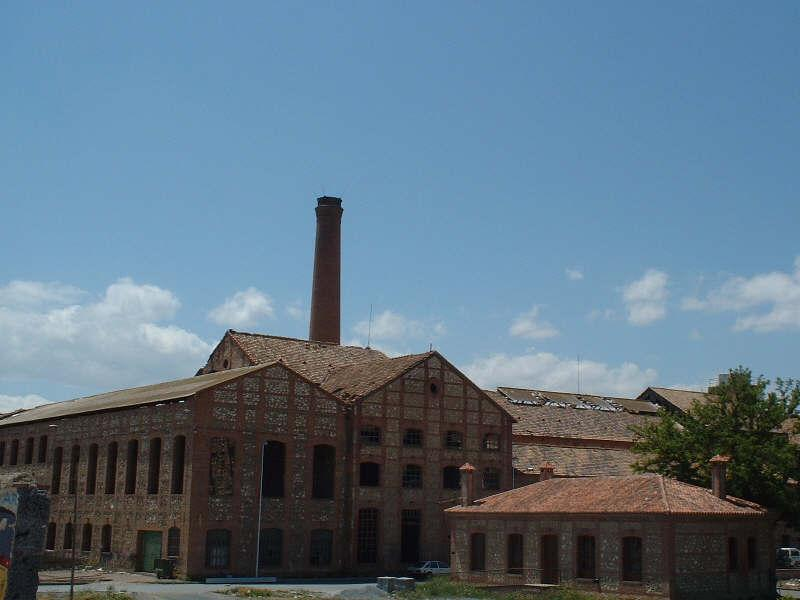
Azucarera Nuestra Señora del Carmen en Benalúa de Guadix.

A partir de 1860 comienza la modernización de la industria del azúcar, incrementándose a la vez el cultivo de caña de azúcar. La industria del azúcar en Andalucía se concentró en ámbitos geográficos muy concretos, como la costa occidental de Málaga, la Axarquía y la costa de Granada. El gallego Ramón de la Sarga fue el precursor del cultivo de caña y fabricación de azúcar en Torre del Mar, que se convirtió en la cuna de la industria azucarera de España.
En el caso de la provincia de Málaga y la costa de Granada, esta concentración obedece a la propiedad de las fincas rústicas y el capital en manos de la burguesía malagueña (familias Larios y Heredia, Loring, fundamentalmente), terratenientes y burgueses de Granada (Juan Ramón Lachica, Joaquín Agrela Moreno) y familias catalanas gracias a la adquisición de grandes lotes de tierra procedentes de las desamortizaciones del siglo XIX. La producción de azúcar en la Vega de Granada fue más tardía, a partir de 1882, y la propiedad de fábricas y terrenos se encontraba ya más fragmentada y trasvasada a nuevos propietarios. Los propietarios burgueses de las fábricas azucareras andaluzas eran personalidades importantes de su tiempo: participaban en los negocios de la banca o los ferrocarriles, y en numerosas ocasiones además eran altos miembros de las Cortes, el Senado o los Consejos de Ministros, con títulos nobiliarios concedidos por sus éxitos empresariales.

### Apogeo

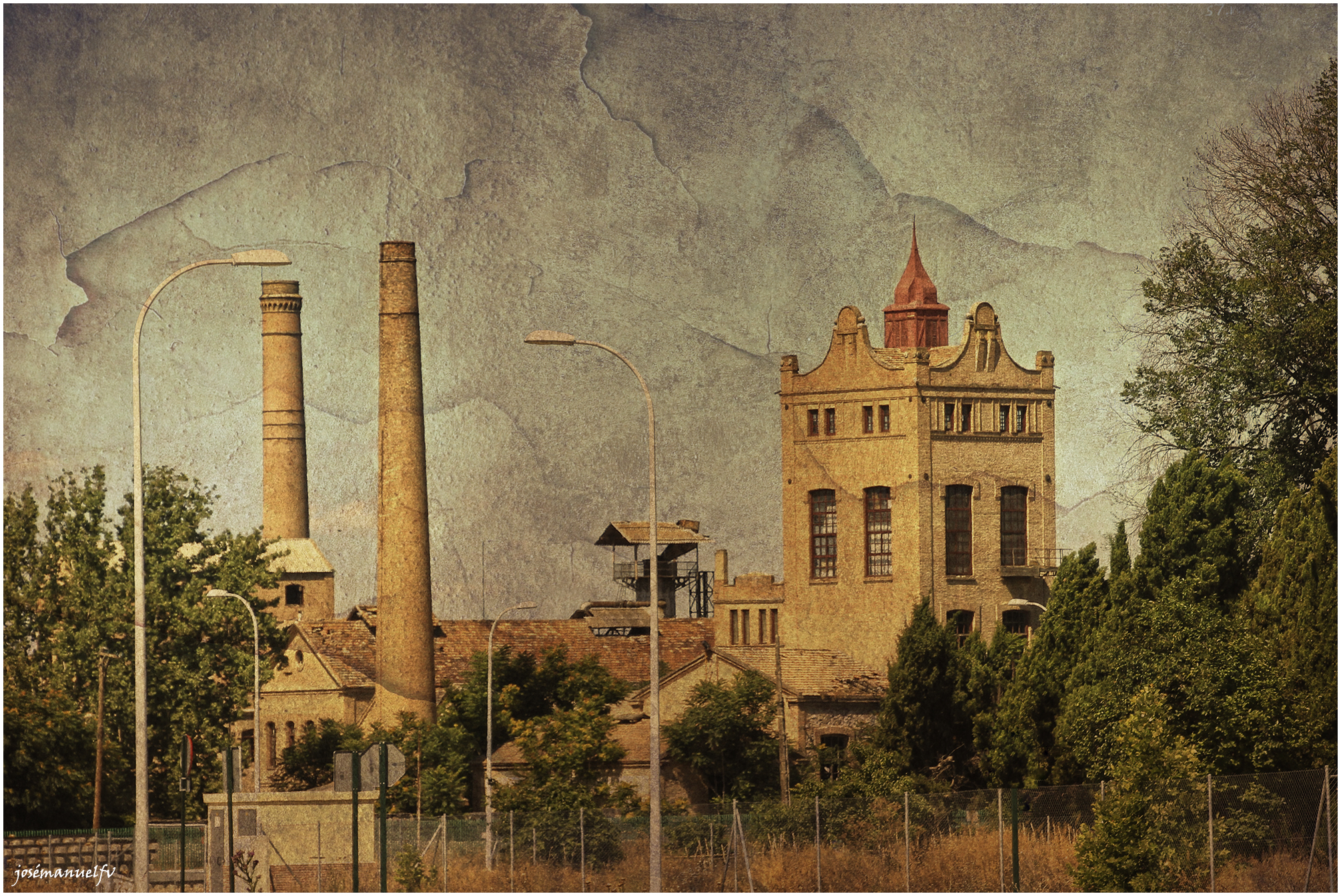
Azucarera San Isidro de Granada, Bien de Interés Cultural (BIC)

La pérdida de Cuba y Puerto Rico en 1898 desequilibró la oferta y la demanda española de azúcar. Así comenzó una época dorada de la remolacha azucarera, que devino muy rentable. Financieros granadinos invirtieron en el campo dándole una dinámica industrial muy prometedora. Por ejemplo, en 1904 se constituyó en Granada la sociedad Nueva Rosario, presidida por Miguel López Sáez, instalando una fábrica de azúcar de remolacha en Pinos Puente. Otras importantes azucareras de esta época eran la fábrica San Isidro, dirigida por Adelardo García Nogueras; la fábrica Nuestra Señora del Carmen, dirigida por Manuel Fernández Fígares; la fábrica azucarera La Vega, dirigida por Diego Quesada; la fábrica la Purísima Concepción, dirigida por Santiago Valenzuela, y la fábrica San Pascual, dirigida por José Jiménez Gómez.  

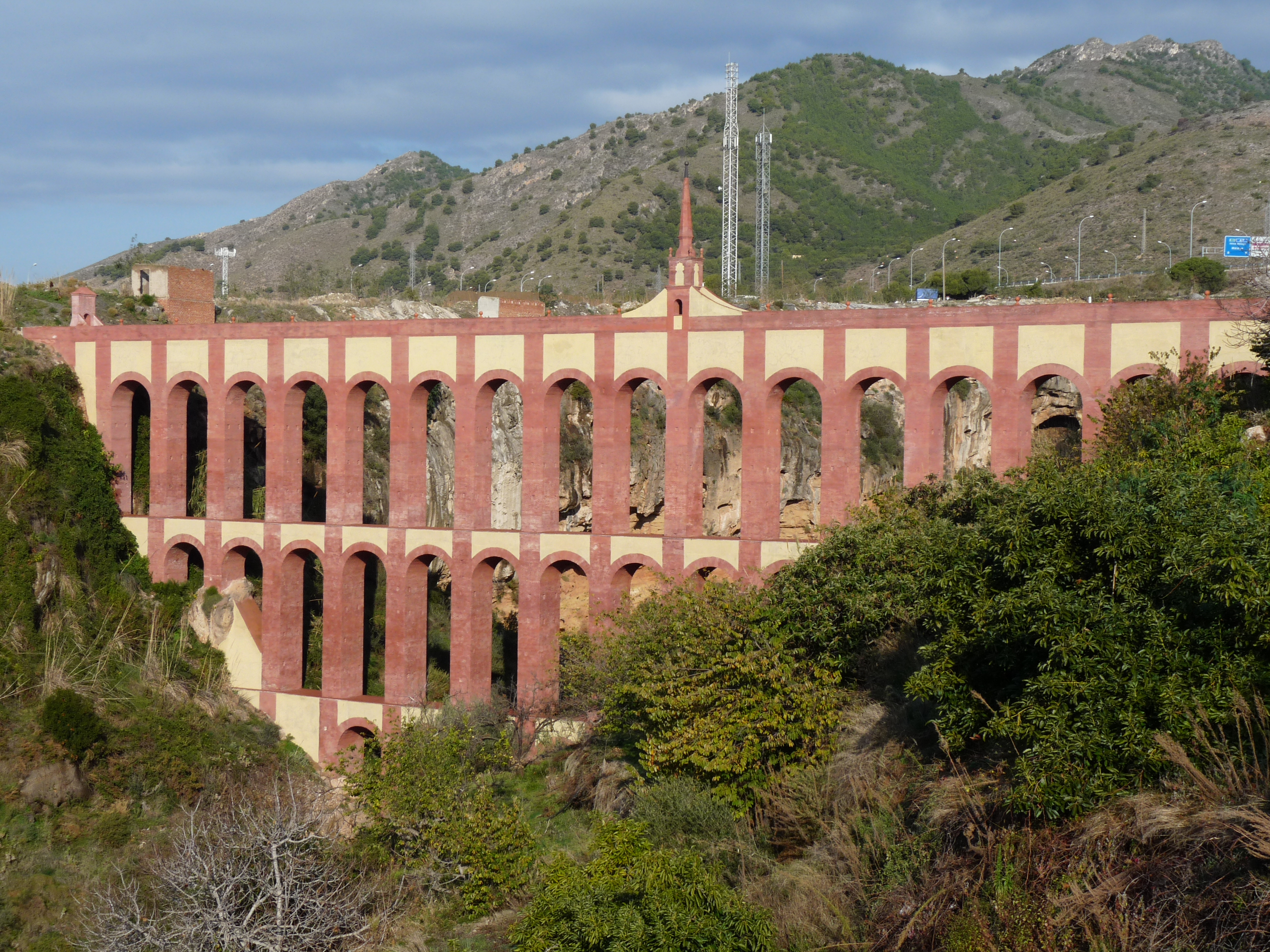
Acueducto del Águila en Nerja

En 1874 el farmacéutico Juan López-Rubio Pérez realiza ensayos de producción de remolacha en Cúllar Vega en colaboración con los técnicos franceses de la costa malagueña. Además de sus investigaciones sobre el cultivo de la remolacha, realiza viajes a Francia y Alemania para observar sus técnicas de producción de azúcar a partir de este cultivo. De tal manera que 1882 se introduce con rapidez el cultivo de la remolacha azucarera en Granada y Córdoba, y su cultivo se expansionó en las vegas del Genil y en el litoral penibético. A partir de 1885 la industria del azúcar en la provincia de Málaga entraría en declive por una sucesión de malas cosechas derivadas de una climatología adversa, la competencia del azúcar producido a partir de remolacha y por el incremento de las importaciones de las Antillas Españolas. En años posteriores el beneficio industrial disminuyó por las crecientes exigencias salariales de obreros y campesinos y por las tasas de la autoridad pública. En aquel momento la Azucarera Larios (1890) era propietaria de más de 10.000 ha de cultivo de caña y hasta 14 azucareras en la costa oriental de la provincia de Málaga. En diciembre de 1910 un proyecto de ley del ministro Eduardo Cobián buscaba aumentar la tributación del azúcar; la ley acabó atenuándose bajo la presión de los productores. En 1913, la crisis se desencadenó de nuevo, con muy malos efectos.

### Declive

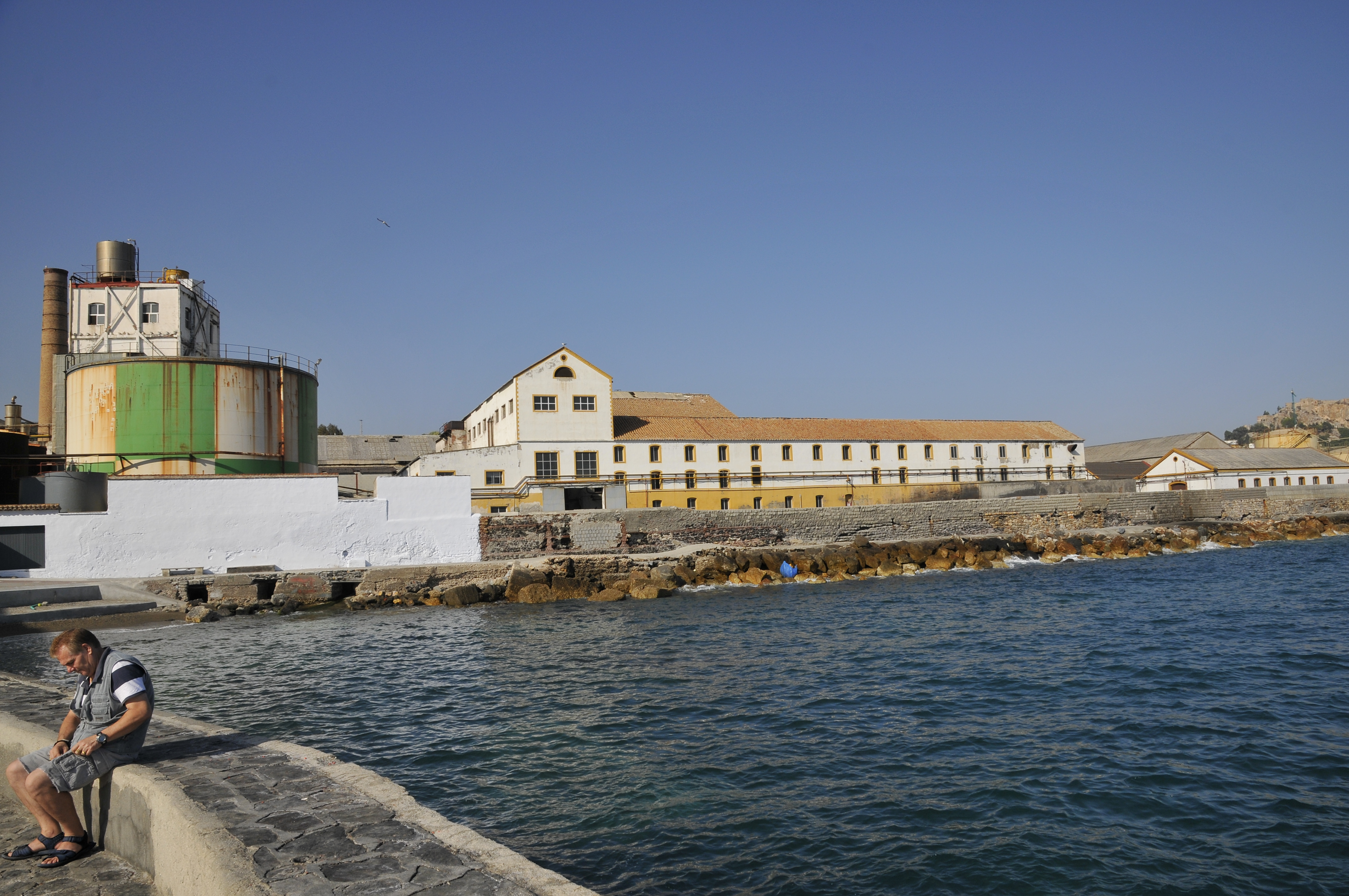
Azucarera del Guadalfeo en Salobreña

Aunque la caña de azúcar nunca llegó a desaparecer totalmente, el retroceso territorial comenzó de forma definitiva desde el siglo XIX y sufrió periódicas crisis, que se agudizaron convirtiéndose el fenómeno en residual en la década de los 70 del siglo XX, como consecuencia del auge de los cultivos subtropicales en terrenos cañeros, la destrucción de suelo agrícola a favor de la construcción urbanística ligada al turismo, el aumento de los costes del cultivo y la escasa rentabilidad de la producción de caña y de azúcar. La década de 1970 marca fin de la industria azucarera en sus zonas tradicionales de producción. Cierran entonces Ntra. Sra de las Mercedes y Ntra Sra del Rosario en la provincia de Granada e Hispania en la provincia de Málaga. 
En la década de 1980 cierran San Isidro, Ntra. Sra. del Carmen y La Vega en la provincia de Granada y La Antequerana en la provincia de Málaga. Desde 1985 la única fábrica de caña de azúcar que sobrevivía era la Azucarera del Guadalfeo, en Salobreña, por lo que Andalucía se convirtió en una zona poco relevante en el panorama azucarero español. A finales de los años 60 sin embargo, la puesta en valor de los terrenos de secano gaditanos para la producción de remolacha unida a la producción de regadío del valle del Guadalquivir permiten la apertura en la Azucarera del Guadalquivir (San José de la Rinconada); Azucarera de San Fernando (Tocina); la Azucarera San Rafael (Córdoba); Jédula (Arcos de la Frontera); Guadalcacín y Guadalete (Jerez de la Frontera).  A estos seis nuevos establecimientos se unieron las azucareras de El Carpio y Azucareras Reunidas de Jaén (Linares). En este momento las azucareras andaluzas, algunas de ellas molturando tanto en verano como en invierno, tenían una mayor producción que las del territorio azucarero del norte del país (Duero), del Ebro y del centro de España y una capacidad de producción instalada similar a la zona del Duero.

### sigloXXI

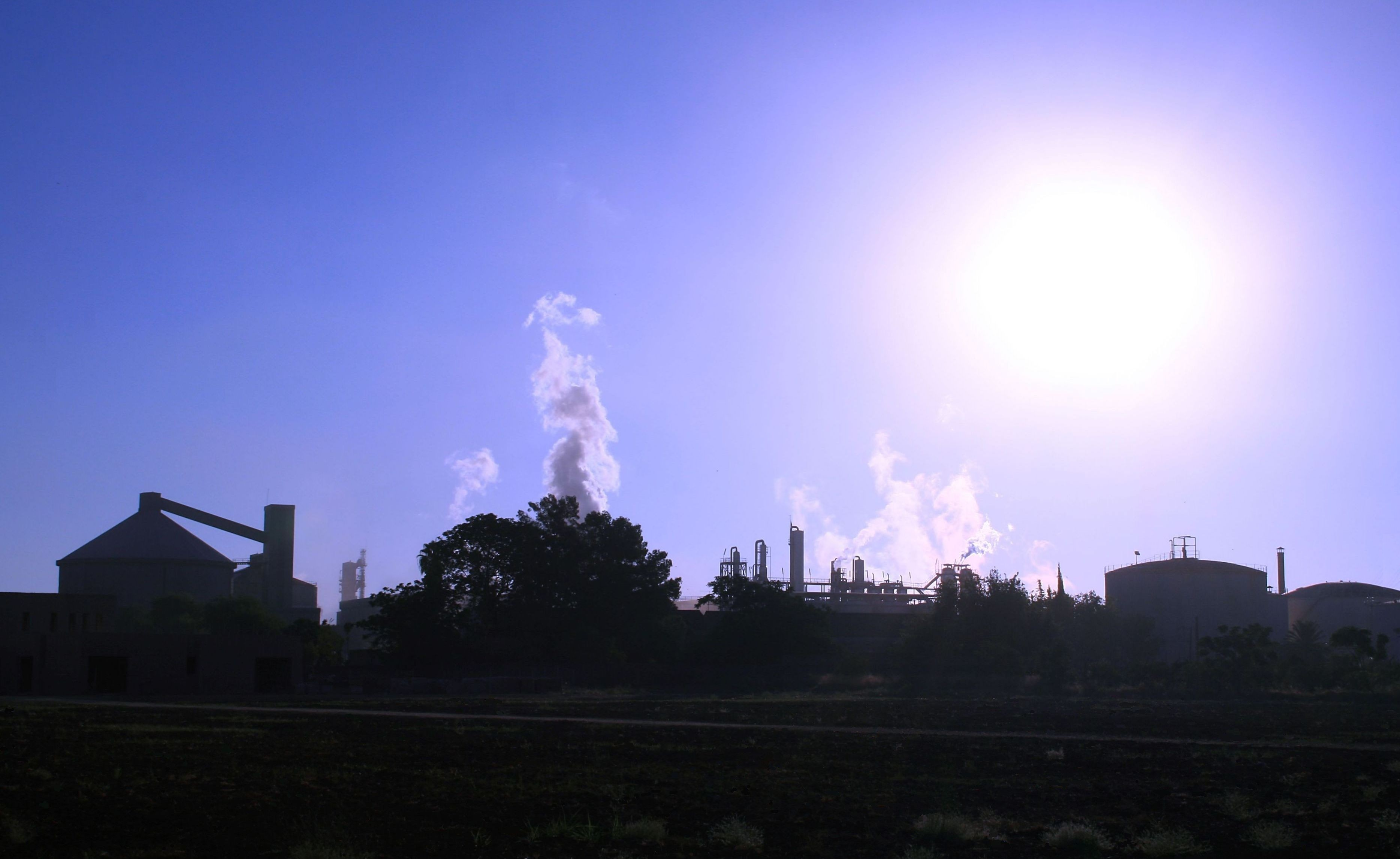
Azucarera Ebro San José de La Rinconada (2008)

En la actualidad, la única azucarera en funcionamiento es la Azucarera Guadalete, que data de 1969 y pertenece a Azucarera (AB Sugar Company), fabricando a partir de remolacha azucarera, en su mayoría cultivada en Andalucía. En Lobres se encuentra la Azucarera Montero fundada en 1963, la única destilería de España que produce alcohol a partir del azúcar de melaza, y dónde además se produce el Ron Pálido. En Frigiliana se encuentra el Ingenio Nuestra Sra. del Carmen, que es la única fábrica de miel de caña de España.

## Azucareras de las provincias de Granada, Málaga y Almería

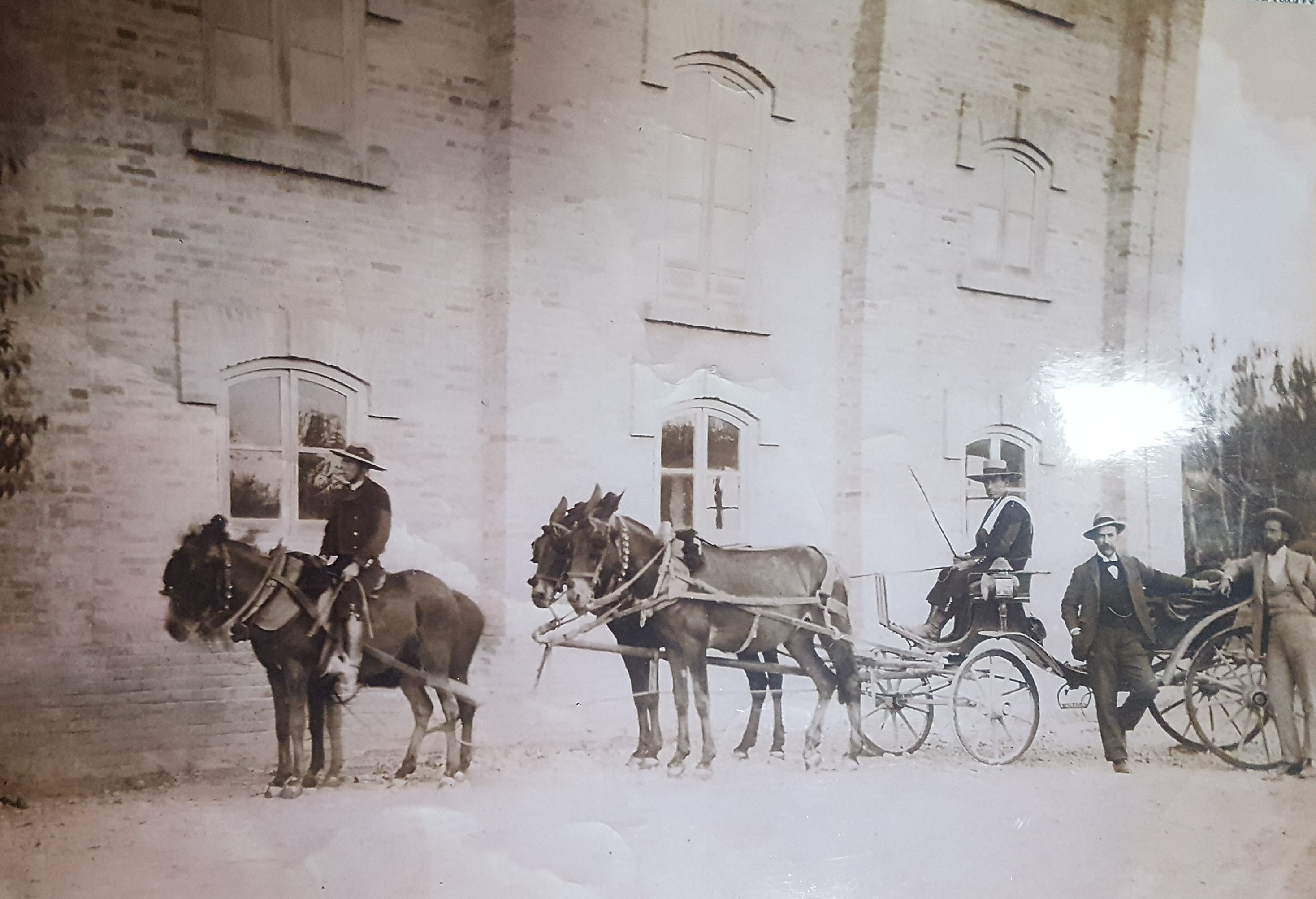
Duque de San Pedro en la Fábrica Azucarera de Láchar

### Granada
Además de cuatro destilerías en Granada y su Vega, se construyeron las siguientesː Azucarera Santa Juliana (Armilla); Azucarera alcoholera San Fernando, Azucarera La Vega (Atarfe); Azucarera Nª. Sra. de las Angustias, Azucarera San Cecilio, Azucarera San Isidro, Azucarera San José o La Bomba, Ingenio de San Juan (Granada); Azucarera Conde de Benalúa (Láchar), Azucarera Ntra. Sra. del Carmen, Azucarera Ntra. Sra. del Rosario, Azucarera Nueva del Rosario, (Pinos Puente); Azucarera del Genil o La Purísima Concepción, Azucarera Nuestro Señor de la Salud (Santa Fe); Azucarera San Pascual (Zujaira); Azucarera Ntra. Sra. de la Encarnación, Azucarera San Rafael o de Almuñécar, Fábrica de azúcar Santa Teresa (Almuñécar);  Azucarera La Motrileña, Azucarera Ntra. Sra. de la Almudena, Azucarera Ntra. Sra. de la Cabeza, Azucarera Ntra. Sra. de las Angustias, Azucarera Ntra. Sra. de Lourdes, Azucarera Ntra. Sra. del Pilar, Azucarera San Luis, Azucarera Santa Isabel, Ingenio de San José (Motril); Azucarera Ntra. Sra. del Pilar, Azucarera Ntra. Sra. del Rosario, Azucarera San Francisco, La Melcochera de Lobres (Salobreña), Azucarera Ntra. Sra. del Carmen (Benalúa de Guadix); Azucarera Ntra. Sra. de las Mercedes (Caniles); y Azucarera San Torcuato (Guadix).

### Almería

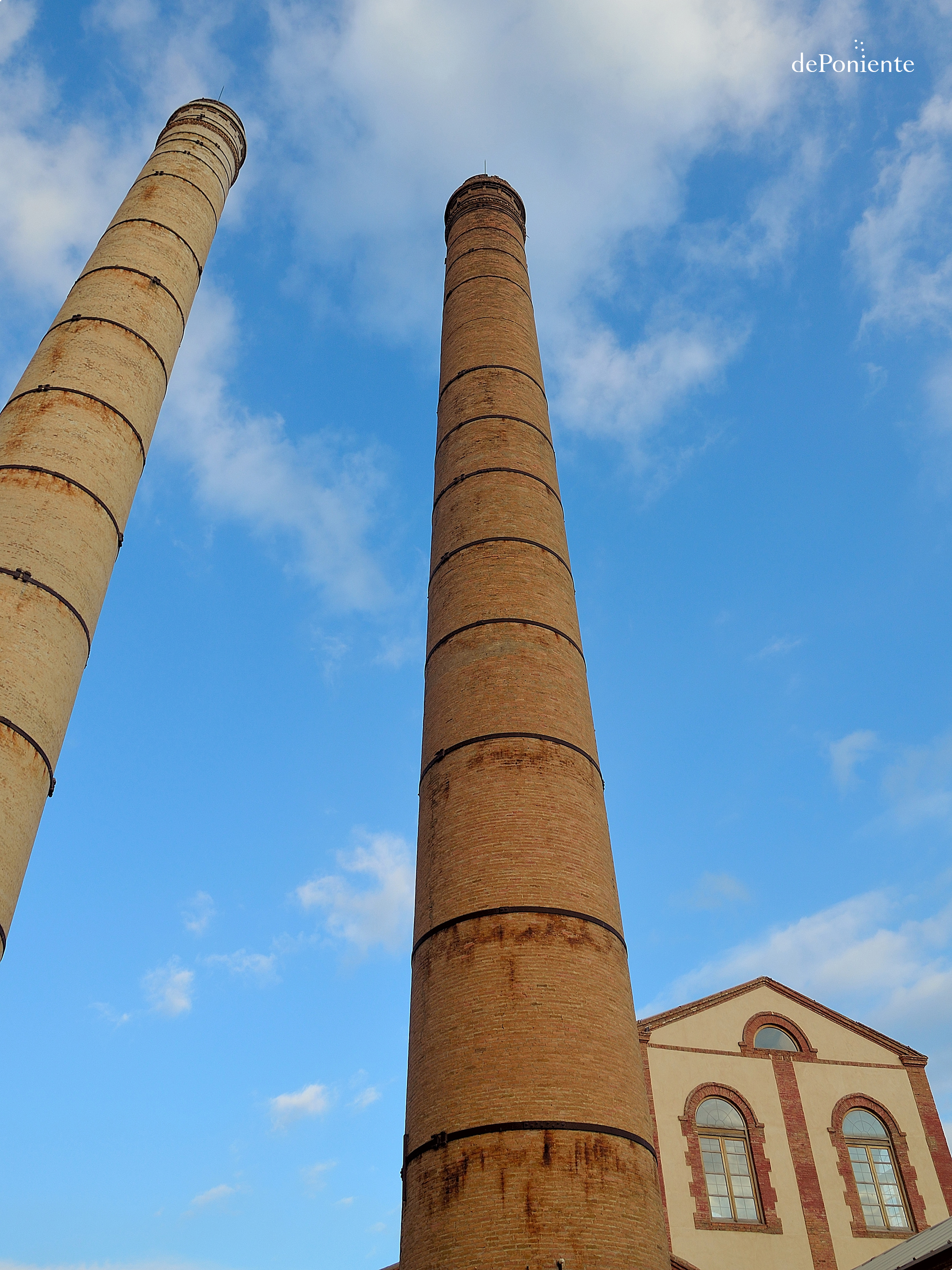
Azucarera de Adra

Azucarera de Adra, Azucarera Ntra. Sra. de la Aurora o de La Alquería, Azucarera San Nicolás, Azucarera Santa Amalia, Fábrica de miel de caña San Luis, Ingenio de Manuel García Carmona, Ingenio Santa Julia o Ingenio Viejo (Adra); y Azucarera Ntra. Sra. de Montserrat (Almería).

### Málaga

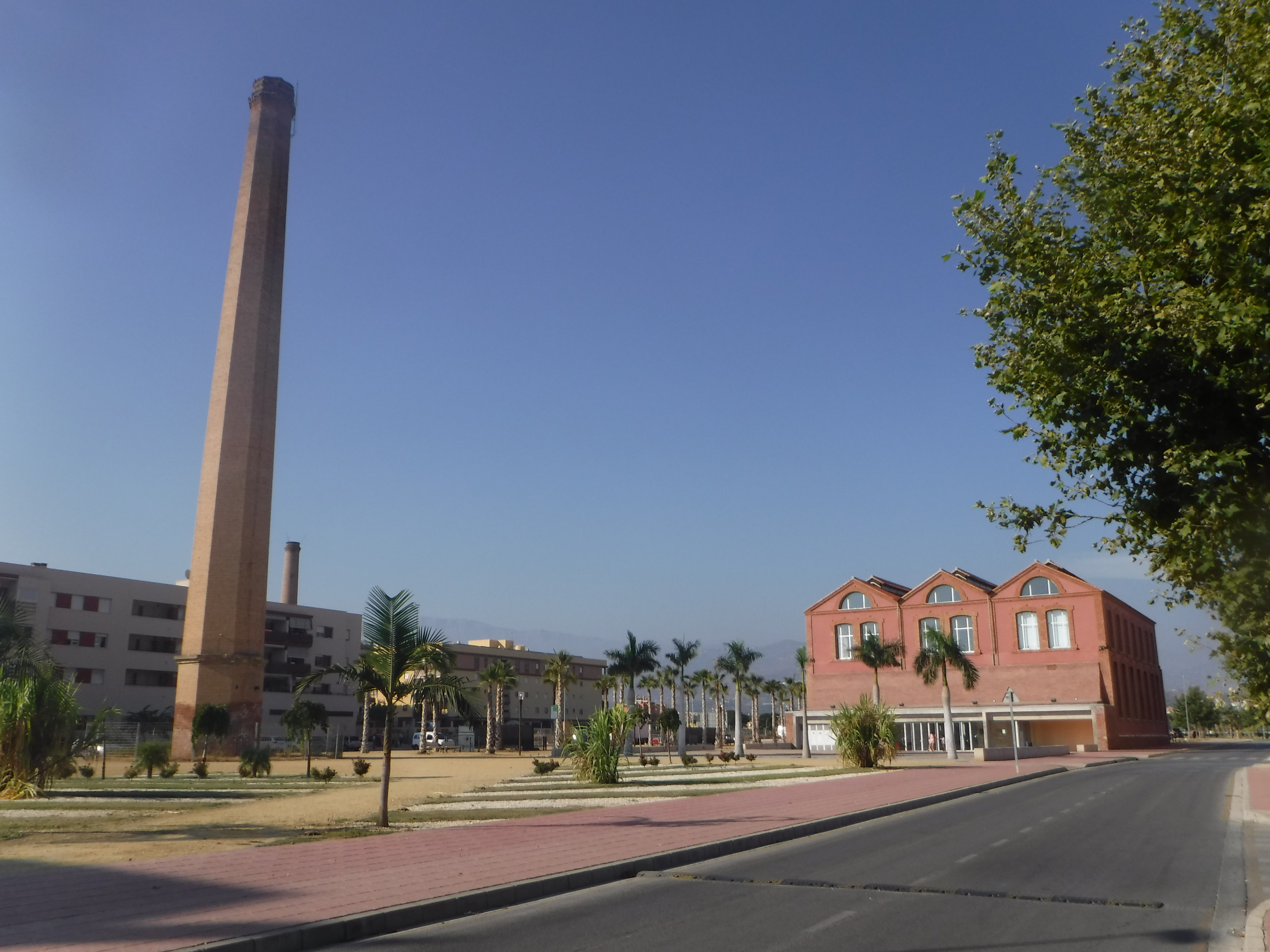
Fábrica Ntra. Sra. del Carmen de Torre del Mar

En la provincia de Málaga se encontraron las siguientes fábricasː Azucarera de la Colonia el Ángel, Azucarera, Destilería de la Colonia de San Pedro de Alcántara (Marbella); Azucarera de la Colonia de San Luis de Sabinillas (San Luis de Sabinillas); Azucarera Hispania, Azucarera La Concepción, Azucarera La Malagueta, Azucarera La Santísima Trinidad, Azucarera Ntra. Sra. de la Victoria o del Tarajal, Azucarera San Guillermo, Ingenio Ordóñez (Málaga); Fábrica azucarera de los Torres Otero (Alcaucín); Fábrica San José y Fábrica San Rafael (Benamargosa); Azucarera la Molineta, Fábrica Ntra. Sra. del Carmen, Fábrica Ntra. Sra. del Rosario, Maquinilla de los Rojas, Fábrica San Francisco, Maquinilla de Mª. Dolores Jiménez Herrero (Frigiliana); Azucarera-alcoholera San Joaquín, Ingenio Armengol (Maro); Azucarera San José, Fábrica El Progreso, Fábrica Los Cangrejos, Fábrica Ntra. Sra. de las Angustias, Ingenio San Antonio Abad, Ingenio-Fábrica San Miguel (Nerja), Azucarera Ntra. Sra. del Carmen Torrox, Azucarera San Rafael, Ingenio-Fábrica San Javier (Torre del Mar), Azucarera La Pura y Limpia Concepción, Fábrica San Isidro, Fábrica Nª. Sª. de los Dolores (Vélez-Málaga); y Azucarera San José (Antequera)

## Museos y patrimonio industrial catalogado

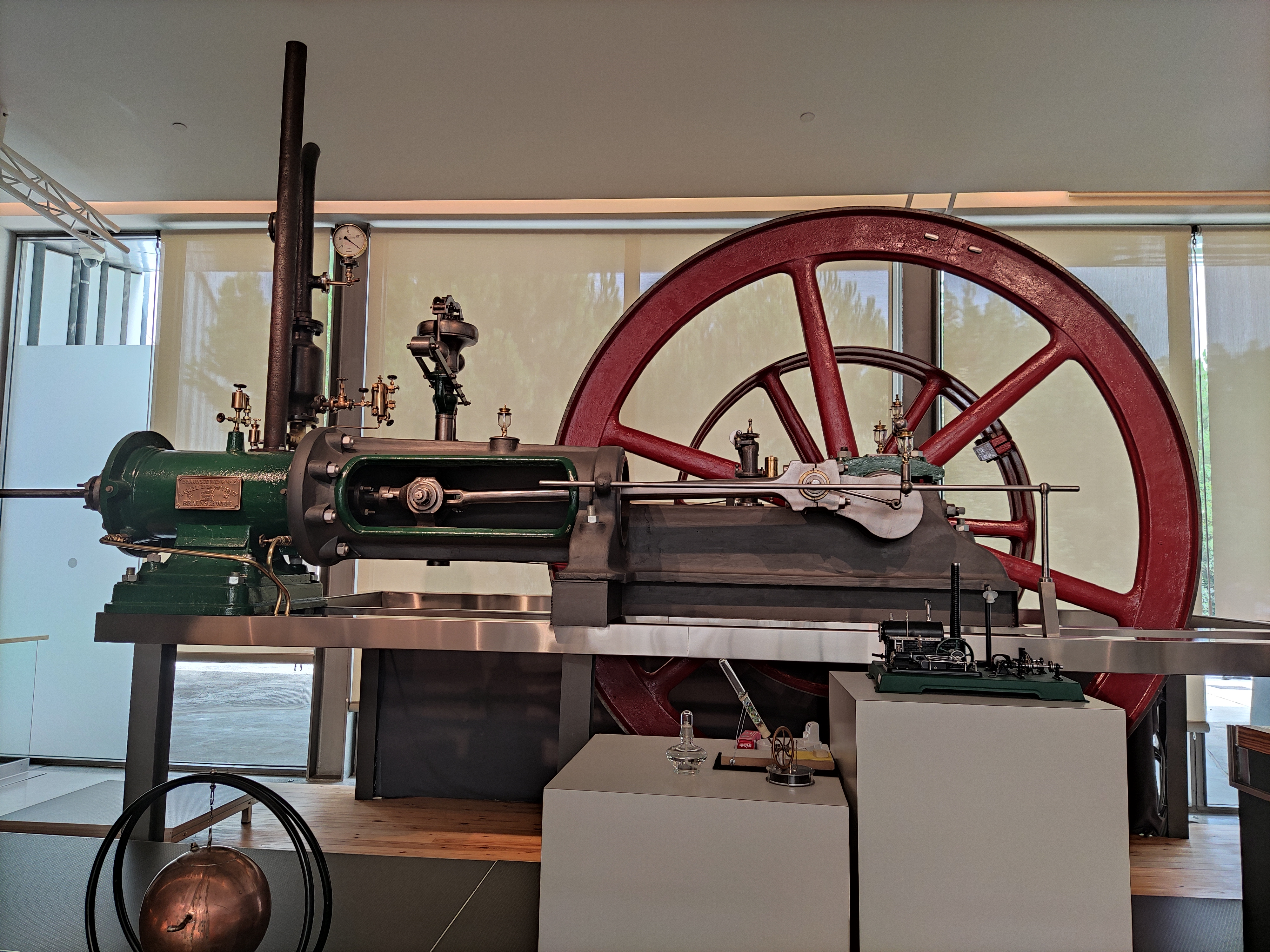
Máquina de vapor de la Azucarera San Isidro 1901 (Granada). Parque de las Ciencias

En Motril se encuentra el Museo Preindustrial del Azúcar Ingenio de la Palma y el Centro de Interpretación de la Caña de Azúcar. Del patrimonio industrial dejado por la industria del azúcar señalar que tanto la fábrica Nuestra Sra. del Rosario de Salobreña como la Azucarera Ntra. Sra del Pilar de Motril están catalogadas como patrimonio histórico de la Costa Tropical. La Azucarera San Isidro de Granada está catalogada como Bien de Interés Cultural.